# Svartbent bäckbroms
Svartbent bäckbroms (Ibisia marginata) är en tvåvingeart som först beskrevs av Fabricius 1781.  Svartbent bäckbroms ingår i släktet Ibisia, och familjen bäckflugor. Arten är reproducerande i Sverige.

## Bildgalleri

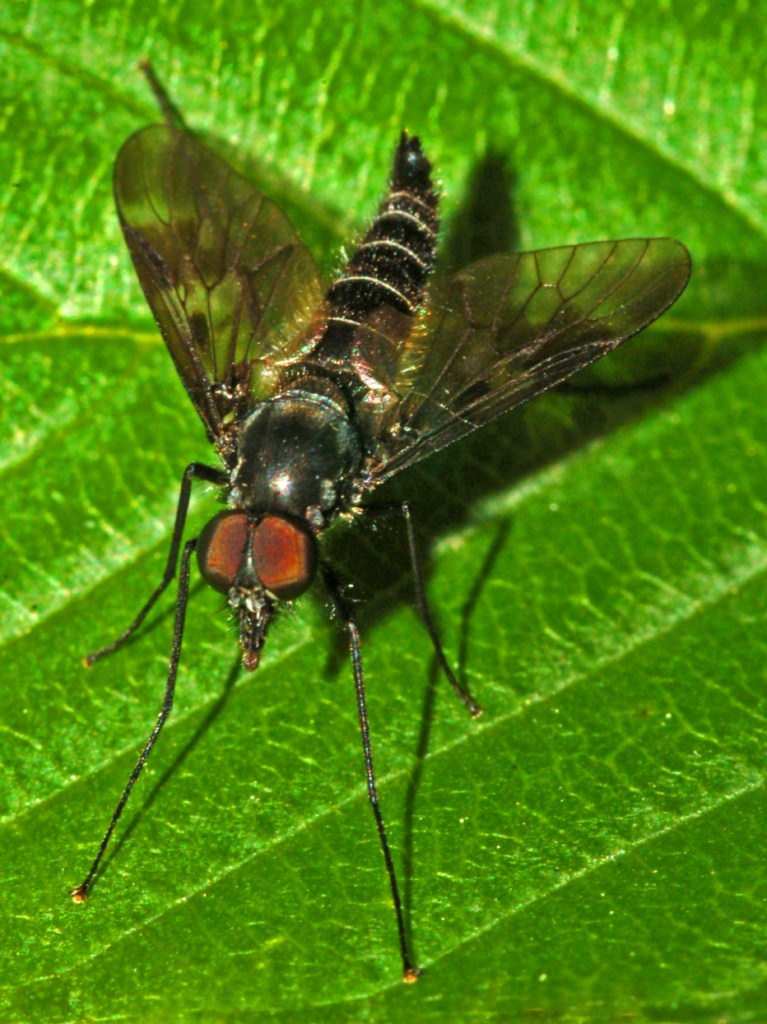